# Instant Karma!
»Instant Karma!« je Lennonova pesem iz prvega solo albuma John Lennon/Plastic Ono Band, ki je februarja 1970 izšla kot singl. 
Velja za eno najhitreje izdanih pesmi v zgodovini popularne glasbe, saj je bila v londonskem studiu Abbey Road Studios posneta istega dne, kot je bila napisana, v trgovine pa je prišla le deset dni za tem. Lennon je to komentiral z besedami: »Napisal sem jo za zajtrk, posnel za kosilo, za večerjo pa jo že izdajamo«.
To je Lennonov tretji solo singl in je na ameriških lestvicah dosegel najvišjo uvrstitev s tretjim mestom, v Kanadi z drugim in v Veliki Britaniji s petim. Pesem je ena treh v Lennonovi solo karieri, ostali sta »Imagine« in »Give Peace a Chance«, ki so bile sprejete med petsto pesmi, ki so oblikovale Rock and Roll Hrama slavnih rokenrola. 

## Sodelujoči
- John Lennon – glavni vokal, akustična kitara in električni klavir
- Billy Preston – klavir
- George Harrison – glavna kitara, spremljevalni vokal
- Klaus Voorman – bas kitara, spremljevalni vokal
- Alan White – bobni
- Yoko Ono – spremljevalni vokal
- Mal Evans – ploskanje
- Phil Spector – producent